# Глебово (Ковровский район)
Глебово — деревня в Ковровском районе Владимирской области России, входит в состав Клязьминского сельского поселения.

## География
Деревня расположена на берегу реки Клязьма в 4 км на юго-запад от центра поселения села Клязьминский Городок и в 11 км на северо-восток от райцентра города Ковров на автодороге 17К-5 Ковров — Мстёра.

## История
В конце XIX — начале XX века деревня входила в состав Осиповской волости Ковровского уезда. В 1859 году в деревне числилось 13 дворов, в 1905 году — 30 дворов, в 1926 году — 43 двора.
С 1929 года деревня являлась центром Глебовского сельсовета Ковровского района, с 1940 года — в составе Клязьменского сельсовета, с 2005 года — в составе Клязьминского сельского поселения.

## Население
| 1859 | 1905 | 1926 | 2002 | 2010 | 2021 |
| ---- | ---- | ---- | ---- | ---- | ---- |
| 143  | ↗191 | ↗258 | ↗402 | ↘381 | ↘350 |